# A Year Without Rain (dal)
Az A Year Without Rain egy a Selena Gomez & the Scene elnevezésű amerikai együttestől. Lindy Robbins és Toby Gad írta, az utóbbi producer volt egyben. 2010. szeptember 7-én jelent meg, mint az A Year Without Rain című album második kislemeze. Egy spanyol nyelvű változata is megjelent a dalnak (Un Año Sin Lluvia). Gomez azért nevezte el így az albumoz, mert a dalokat ezen téma köré akarta építeni. Zeneileg a dal egy eurodance stílusú ballada techno elemekkel. Dalszövege a szerelemről szól; a lány számára szerelme nélkül egy nap olyan, mint egy év eső nélkül.
A kritikusok pozitív értékeléseket írtak a dalról, dicsérték dance ballada stílusa miatt, és Gomez hangjának érettségére is kitértek. A dal a harmadik top 40-es kislemez lett az Egyesült Államokban és Kanadában is. Az európai slágerlistákon is megjelent, leginkább alsóbb szegmensekben. A dalhoz tartozó videóklip Chris Dooley rendezésében készült, a Lucerne Valley-ben forgatták. Selena egy sivatagban látható, fényképekkel körülvéve, melyeken ő és szerelme látható., ezután egy viharban találkoznak. Az együttes több alkalommal előadta a dalt, így a Good Morning America, The Ellen DeGeneres Show és People’s Choice Awards eseményeken.

## Háttér és kompozíció
2010 augusztusában egy demó került fel a világhálóra, melyet Selin Alexa énekelt. Becky Bain szerint a szám egy „érett dance dal”, majd hozzátette, „egy Sophie Ellis-Bextor albumra is ráférne.” Egy interjúban Selena elárulta, az A Year Without Rain az első dal, melyet felvett az albumra. Azt is elmondta, hogy miért nevezte el így az albumot: „Úgy érzem, annak a dalnak jelentése van, és ez egy olyan kezdte volt, mely köré akartam építeni a többi dalt.” A spanyol nyelvű változat - melynek címe Un Año Sin Ver Lluvia - 2010. október 26-án került kiadásra.
Az A Year Without Rain egy dance stílusú ballada, melyet Toby Gad és Lindy Robbins szereztek. A dal terjedelme három perc és ötvennégy másodperc. Producere Gad volt. Zeneileg a dal pop szerkezetre épül, de Eurodance és techno jegyek is felfedezhetőek a szám hallgatása során.

## Kereskedelmi fogadtatás
Először a Hot Digital Songs listán debütált 14. hellyel, ezt követően pedig a Billboard Hot 100-ra került fel 35. hellyel, mely az együttes harmadik megszakítás nélküli top 40-es kislemez lett így. Négy hetet töltött a slágerlistán. 2011. január 1-jén a Hot Dance Club Play lista 36. helyén jelent meg a szám. Kanadában sikeresebb lett, ott 30. lett a Canadian Hot 100-on. Több európai slágerlistán is megjelent, így 78. lett a brit kislemezlistán, 56. a németen, 41. a szlovákon. A belga kislemezlistán harmadik helyezett lett.

## Videóklip
A Chris Dooley által rendezett videóklippet Lucerne Valley-ben forgatták. 2010. szeptember 3-án mutatták be a Disney Channel-en a Camp Rock 2 premierje és a Fish Hooks előzetese után. A kisfilmben Selena együttesével utazik egy vörös autóban egy sivatagban. Gomez elővesz egy fényképet, melyet elfúj a szél. Ekkor az együttes eltűnik, Selena kiszáll a kocsiból és elkezdi énekelni a dalt. Ezután fényképek kezdenek fokozatosan hullani, ahogy Gomez tovább halad a kietlen vidéken. A kisfilm végén elkezd esni az eső, valamint klipbeli szerelme (Niko Pepaj) feltűnik a távolból. Egymáshoz közelednek, a videó végén találkoznak.
Bill Lamb szerint a „videó sivatagos témája tökéletesen illik a dalhoz.”

## Élő előadások
Az együttes először 2010. szeptember 22-én adta elő a dalt a The Ellen DeGeneres Show című műsorban. Másnap a Good Morning America elnevezésű rendezvényen léptek fel. November 16-án a Lopez Tonight-ban, majd december 1-jén a Live with Regis and Kelly-ben jelentek meg. 2011. január 5-én a People’s Choice Awards díjátadó rendezvényen énekelték el a számot.

## Díjak és jelölések
| Év   | A jelölés tárgya | Kategória             | Eredmény |
| ---- | ---------------- | --------------------- | -------- |
| 2012 | VEVO Certified   | 100 milliós nézettség | Elnyerte |

## Formátumok és számlista
- CD kislemez[20]

1. A Year Without Rain – 3:54
2. A Year Without Rain (Starlab Radio Edit) – 3:41

- Digitális letöltés[21]

1. A Year Without Rain – 3:55

- Brit Promo CD

1. A Year Without Rain - 3:54
2. A Year Without Rain (Instrumental) - 3:54

## Slágerlistás helyezések és minősítések
| Kislemezlista (2010-11)                      | Legjobb helyezés |
| -------------------------------------------- | ---------------- |
| Belgium (Ultratip Flandria)                  | 3                |
| Kanada (Canadian Hot 100)                    | 30               |
| Németország (Media Control AG)               | 56               |
| Szlovákia (IFPI)                             | 41               |
| Brit kislemezlista (Official Charts Company) | 78               |
| Billboard Hot 100                            | 35               |
| Hot Dance Club Songs                         | 1                |

### Minősítések
| Ország     | Minősítés |
| ---------- | --------- |
| Ausztrália | Arany     |

### Év végi összesített listák
| Kislemezlista (2011)             | Helyezés |
| -------------------------------- | -------- |
| Hot Dance Club Songs (Billboard) | 35       |

## Megjelenések
| Ország             | Dátum                | Formátum           |
| ------------------ | -------------------- | ------------------ |
| Kanada             | 2010. szeptember 7.  | Digitális letöltés |
| Egyesült Államok   | 2010. szeptember 7.  | Digitális letöltés |
| Ausztrália         | 2010. szeptember 17. | Digitális letöltés |
| Belgium            | 2010. szeptember 17. | Digitális letöltés |
| Dánia              | 2010. szeptember 17. | Digitális letöltés |
| Finnország         | 2010. szeptember 17. | Digitális letöltés |
| Franciaország      | 2010. szeptember 17. | Digitális letöltés |
| Új-Zéland          | 2010. szeptember 17. | Digitális letöltés |
| Portugália         | 2010. szeptember 17. | Digitális letöltés |
| Spanyolország      | 2010. szeptember 17. | Digitális letöltés |
| Svédország         | 2010. szeptember 17. | Digitális letöltés |
| Svájc              | 2010. szeptember 17. | Digitális letöltés |
| Tajvan             | 2010. október 24.    | Digitális letöltés |
| Németország        | 2010. november 12.   | CD kislemez        |
| Egyesült Királyság | 2010. november 22.   | CD kislemez        |

## Fordítás
- Ez a szócikk részben vagy egészben  az   A Year Without Rain (song) című angol Wikipédia-szócikk fordításán alapul.  Az eredeti cikk szerkesztőit annak laptörténete sorolja fel. Ez a jelzés csupán a megfogalmazás eredetét és a szerzői jogokat jelzi, nem szolgál a cikkben szereplő információk forrásmegjelöléseként.